# Cal Ramons
Cal Ramons és un nucli del municipi de Gironella (Berguedà) de 212 habitants (2015). És una urbanització de cases unifamiliars aïllades amb jardí, a la zona de l'antiga masia de Cal Ramons, formada pels carrers: Pla de Corbera, Pau Claris, Guifré el Pilós, Simó de Gironella, i Guillem de Gironella. Té una Associació de Propietaris de la Urbanització de Cal Ramons i celebren la festa major del barri el cap de setmana més proper al 31 d'agost (sant Ramon)

## Galeria d'imatges

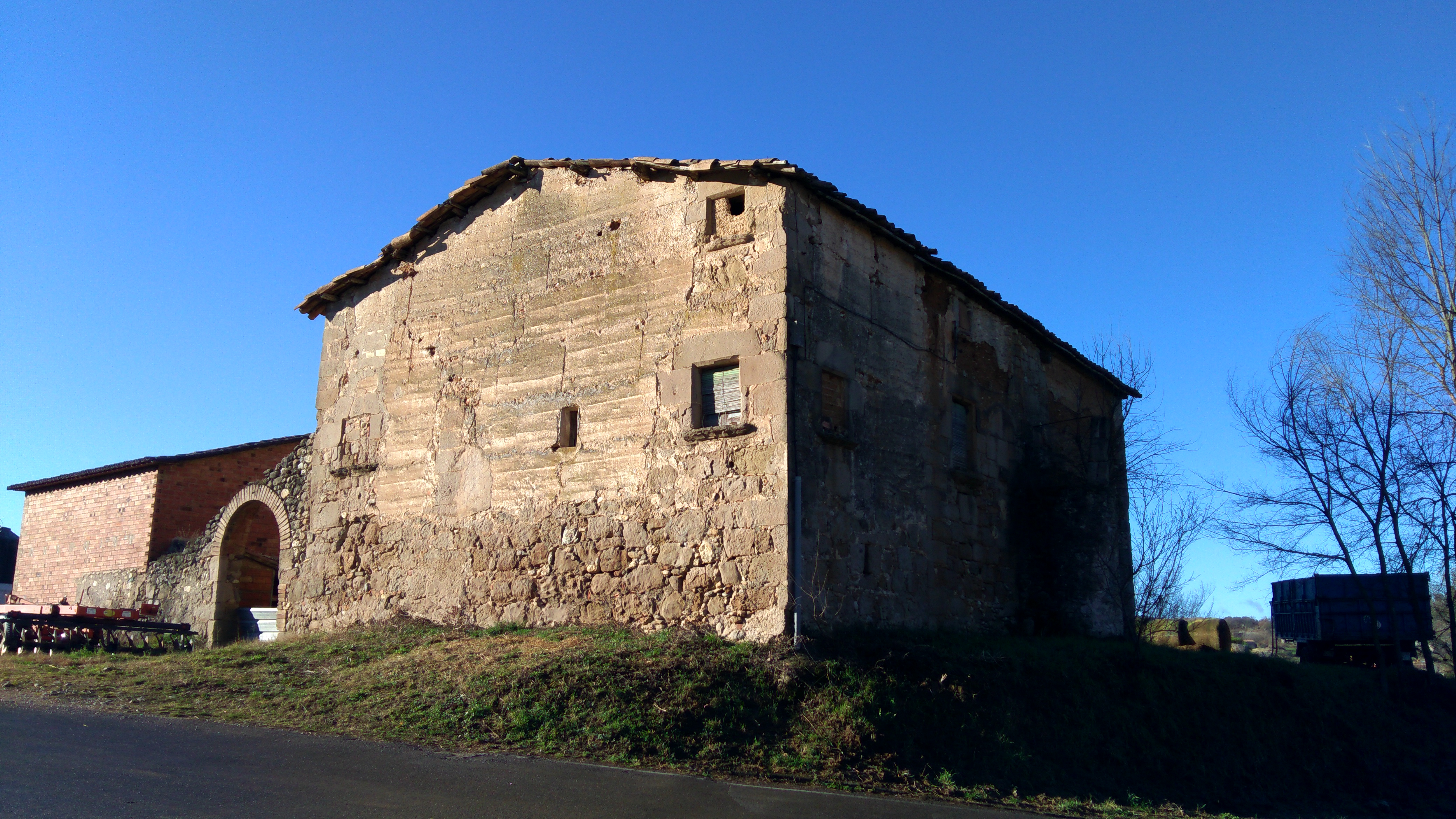
Masia Cal Ramons (Gironella). A la cruïlla de la carretera de la Guàrdia
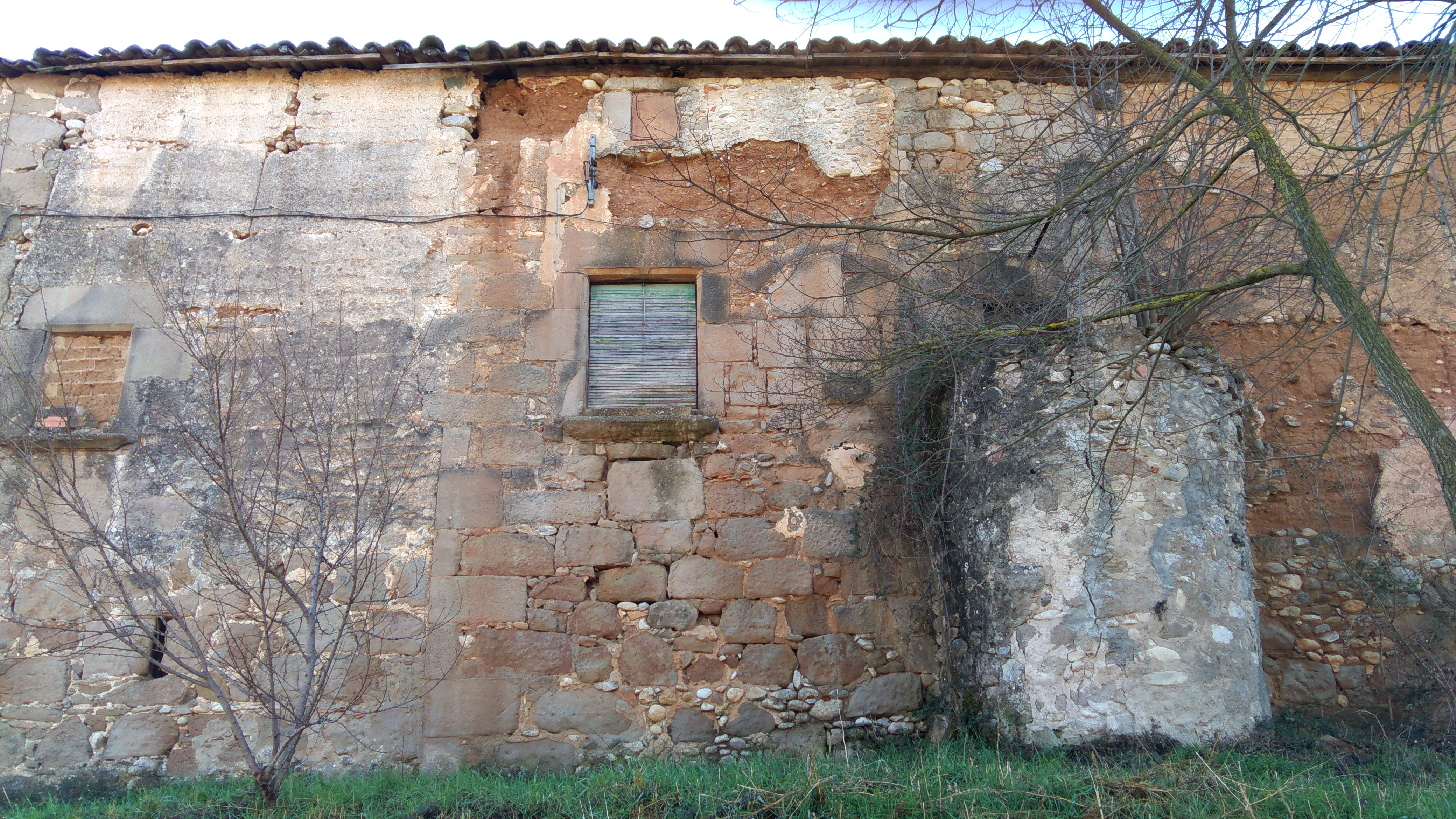
Masia Cal Ramons (Gironella) Detall de la façana lateral, on s'observen clarament diferents fases constructives